# Philippe Starck
Philippe Starck (Parigi, 18 gennaio 1949) è un architetto e designer francese.
È conosciuto per il suo approccio pragmatico e democratico del design, spesso definito come il design pour tous (in italiano: il design per tutti). Fra le sue opere più note si possono citare lo spremiagrumi Juicy Salif, disegnato nel 1990 per Alessi e la sedia Louis Ghost creata nel 2003 per Kartell.

## Biografia

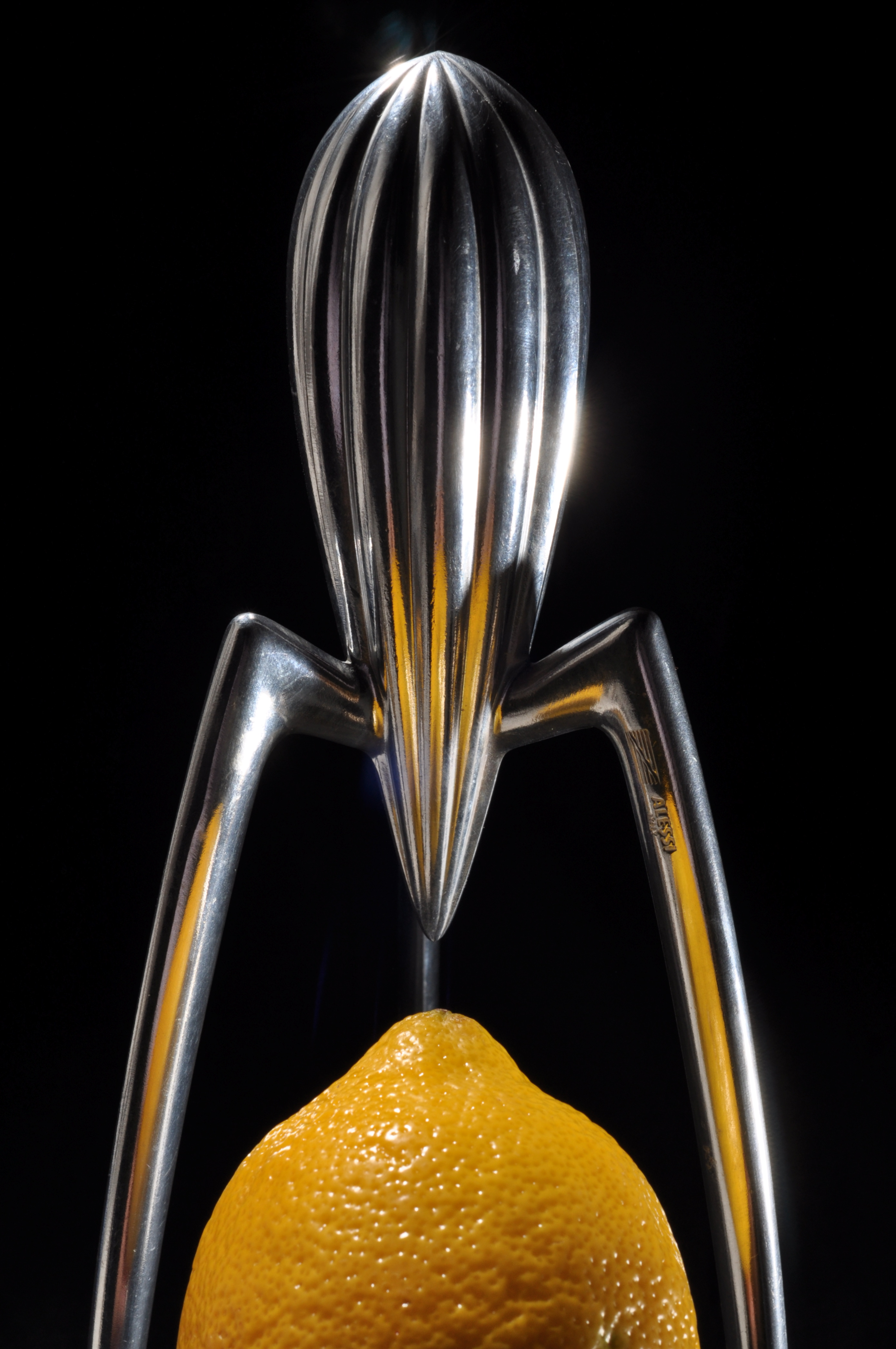
Spremiagrumi Juicy Salif

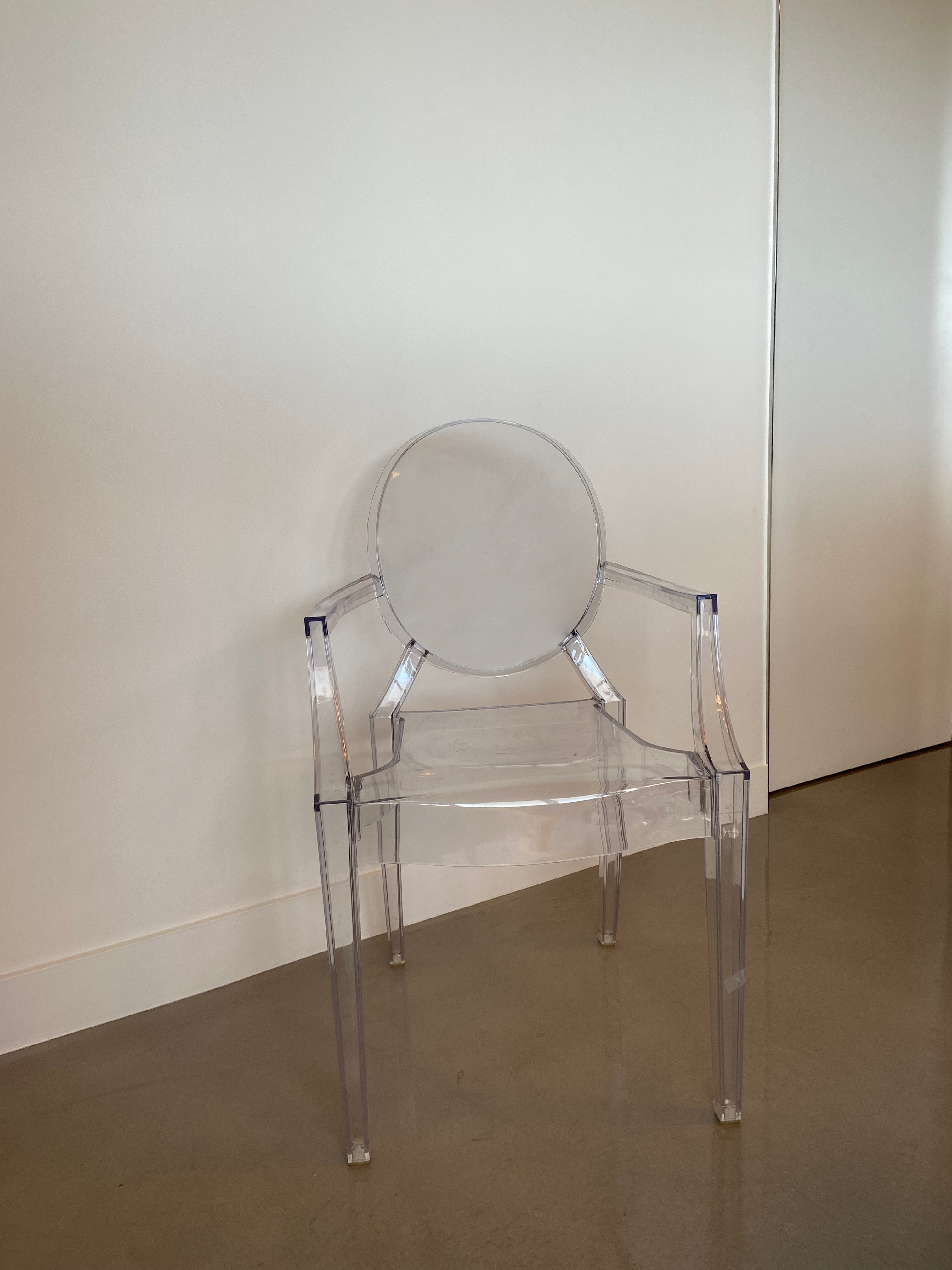
Sedia Louis Ghost

Suo padre, André Starck (1913-1979), ingegnere aeronautico, era il fondatore delle Avion Starck, mentre la madre Jacqueline, è scomparsa il 24 febbraio 2024. Aveva un fratello maggiore di nome Gérard, scomparso nel 2003, a seguito di un incidente in moto durante un tour mondiale.
Iniziò la sua carriera con la produzione di mobili gonfiabili nel 1968 e ricevette successivamente incarichi lavorativi di rilievo. Nel 1974 si stabilì negli Stati Uniti per poi tornare a Parigi due anni dopo. Fondò l'impresa Starck Product (1979) per commercializzare precedenti creazioni. Nel 1982 venne incaricato assieme ad altri designer francesi di ristrutturare le stanze dell'appartamento del presidente Mitterrand al Palais de l'Élysée, e Starck si occupò della camera da letto. In quegli anni il design contemporaneo non era ancora particolarmente diffuso in Francia, e la proposta d'interni che potessero unire l'antico a una specie di neo-eclettismo era fonte di attenzione. 
Successivamente il designer venne chiamato per arredare gli interni di alcuni night-club di Parigi e il rinomato Café Costes, dove Starck realizzò il suo progetto in stile Dèco coniugato alle preferenze della realtà dell'epoca.
Tra le sue opere, particolarmente famoso è lo spremiagrumi Juicy Salif, disegnato nel 1990 per la Alessi e diventato "oggetto di culto".
Ricoprì la carica di professore all'École nationale supérieure des arts décoratifs.

## Principali opere architettoniche e di design
- I nightclub La Main Bleue nel 1976 e Les Bains Douches nel 1978
- Gli appartamenti privati del Presidente della Repubblica francese all'Eliseo nel 1982
- Il Café Costes nel 1984, il Restaurant Theatronnel nel 1985, il Restaurant Manin nel 1987
- Gli hotel Royalton nel 1988 e Paramount nel 1990
- La lampada Arà nel 1988
- Lo spremiagrumi Juicy Salif nel 1990
- Interni del Meccanò Discoteque Firenze 1990
- Il Groninger Museum nel 1993
- ENSAD nel 1998
- La fabbrica di birra di Asakusa (Tokyo, Giappone, 1990)
- La sedia La Marie, Ero|S|, Victoria Ghost, Louis Ghost, Dr. NO e Dr. NA (per Kartell, 1992)
- Nel 1994 per Aprilia la Motò 6.5 (1994)
- Gun Collection per l'azienda italiana d'arredamento e illuminazione FLOS;
- Sedia Louis Ghost nel 2003, una delle sedie più vendute al mondo.[8]
- Nel 2008, insieme a Martin Francis, lo yacht di lusso A e nel [2015 l'A (sailing yacht) entrambi del milionario russo Andrey Melnichenko
- Revolutionair, prodotto da Pramac, modello di micro-aerogeneratore per il minieolico domestico e condominiale;
- Slice of Briccole Slice of Venice (2010)
- Collezione Flexible Architecture per Ceramica Sant'Agostino (2012)
- Lo yacht Venus di Steve Jobs (2012)
- Il 4 novembre 2016 viene commercializzato il primo smartphone quasi completamente senza cornici su tre lati, lo Xiaomi Mi Mix